# قهرمانان (ترانه کنچیتا وورست)
قهرمانان (به انگلیسی: Heroes) ترانه‌ای در سبک پاپ از خواننده اتریشی، کنچیتا وورست است. این ترانه در ۸ نوامبر ۲۰۱۴ عرضه شد. وورست از طریق صفحه فیس‌بوک خود، در روز ۱۸ اکتبر خبر از انتشار یک تک‌آهنگ جدید برای هوادارن خود داد و در روز ۲۰ همان ماه هم نام آن را «قهرمانان» عنوان کرد. این ترانه در نخستین آلبوم وورست قرار خواهد داشت که در آینده نزدیک منتشر می‌شود. یک نماهنگ برای این ترانه هم در سایت یوتیوب منتشر شده است. این ترانه هم موفق شد نظر منتقدین و هم نظر طرفداران را به خود جلب کند.